# Terence Koh
Terence Koh, född 1977 i Peking, Kina, är en kinesiskfödd kanadensisk konstnär.

## Biografi
Koh föddes i Peking i Kina men växte upp i Mississauga i Kanada och gick på Emily Carr Institute of Art i Vancouver och University of Waterloo i Ontario.
Koh gick under artistnamnet "asianpunkboy" fram till 2004, men då hans konst presenterades på Whitneybiennalen framträdde han under sitt ursprungliga namn. Han har arbetat i flera tekniker, däribland installationskonst. Han är representerad vid Whitney Museum of American Art, Tate Gallery och Museum of Contemporary Art, Los Angeles.